# پروانه‌های جنگلی
پروانه‌های جنگلی (نام علمی: Euphaedra) نام یک سرده از زیرخانواده دریابدها است.